# بنزوکوینون تترا کربوکسیلیک اسید
بنزوکوینون تترا کربوکسیلیک اسید (به انگلیسی: Benzoquinonetetracarboxylic acid) با فرمول شیمیایی C۱۰H۴O۱۰ یک ترکیب شیمیایی با شناسه پاب‌کم ۳۵۰۰۵۰ است. که جرم مولی آن ۲۸۴٫۱۴ g/mol می‌باشد. 